# King's College (Hongkong)
King's College, är en Public school för pojkar i Hongkong grundad 1926.